# Göteborg radio

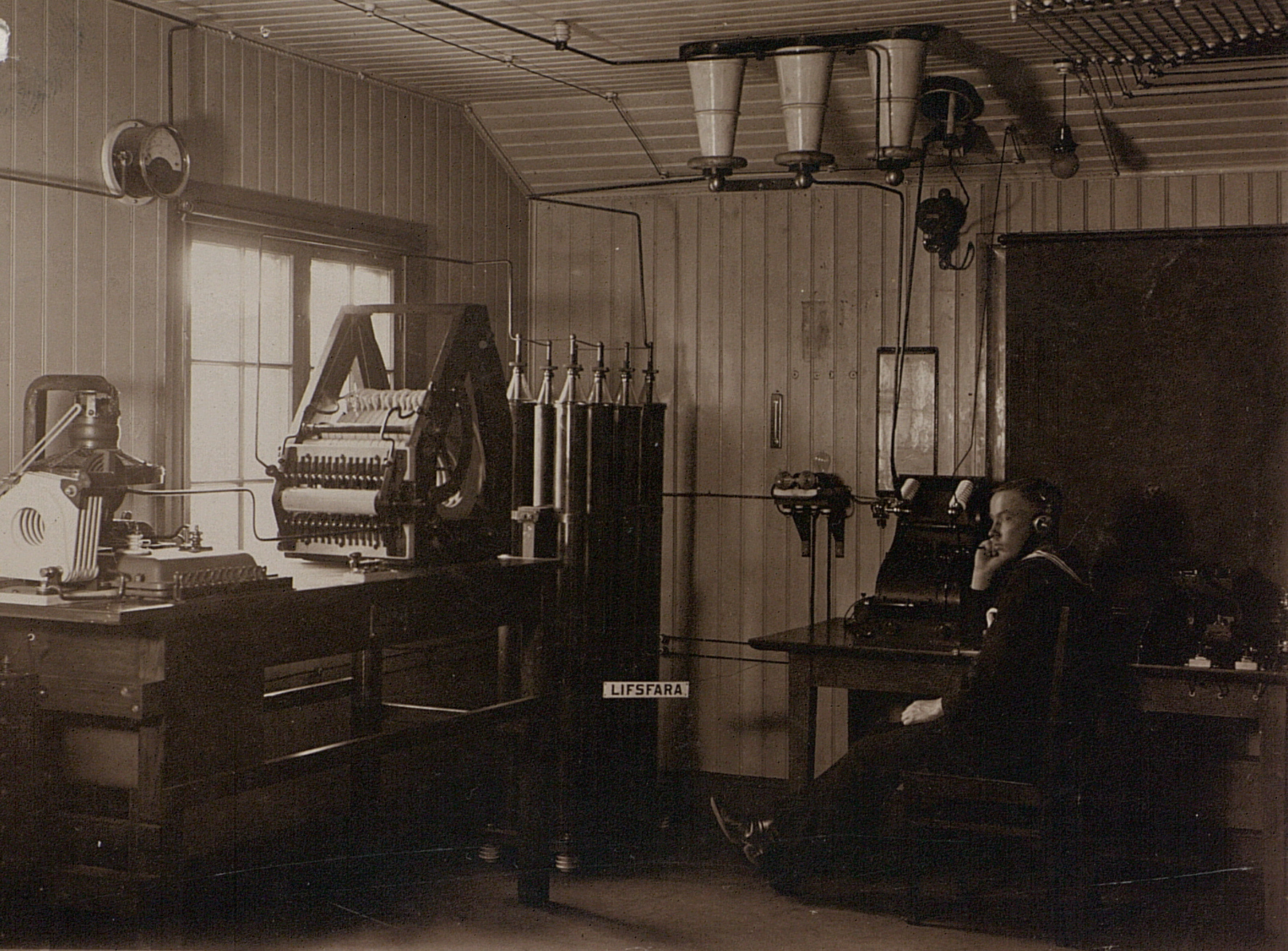
Interiör från stationsbyggnaden på Gnistängen år 1912.

Göteborg radio var en svensk kustradiostation, ägd av Televerket, som användes till att med hjälp av radiokommunikation koppla samman fartyg till sjöss, med telelinjer i land. Stationen var under större delen av sin existens den enda i Sverige som expedierade olika typer av trafik till civila fartygsradiostationer på kortvåg, dvs med global täckning.

## Stationens historia

### Inledning

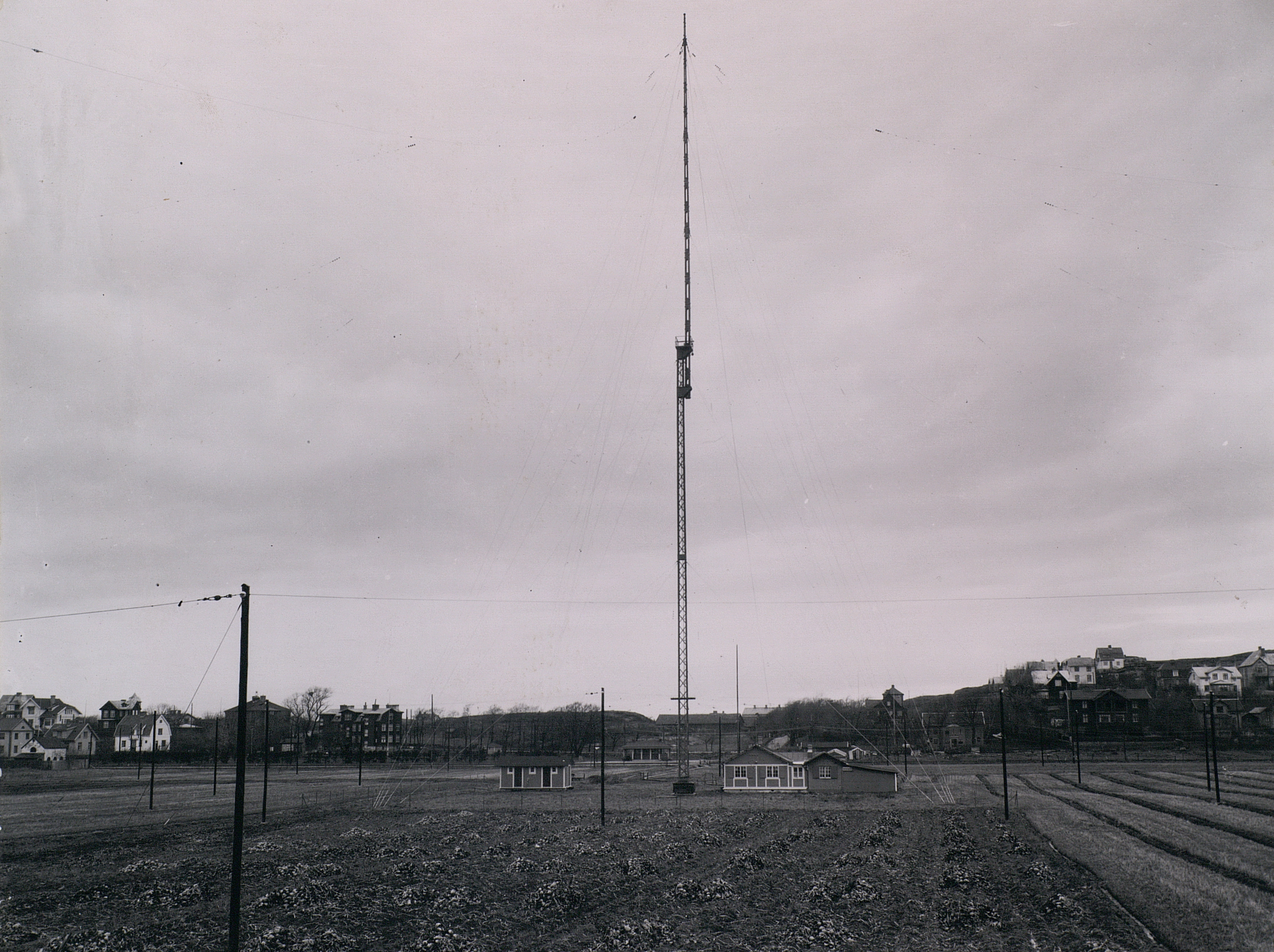
Stationsbyggnader och 80-meters mast på Gnistängen vid Nya Varvet, i aktiv tjänst 1911-1948.

I samband med unionsupplösningen på hösten 1905 fanns detaljerade planer i Marinen på en ny västsvensk kustradiostation som skulle ligga vid Strömstad, för att säkerställa radiokommunikation med en eventuell svensk flottstyrka i Oslofjorden. Då unionsupplösningen blev fredlig avskrevs planerna.
    
Som resultat av att både Marinen och Telegrafverket hade behov av en radiostation i trakten av Göteborg, gjordes nya gemensamma planer 1907, och 1908 restes två 79,3 meter höga master vid Oscar II:s fort intill Nya Varvet. Då granitberget gav dålig jordledning, samt att artilleristerna på Oscar II:s fort klagade på begränsade skjutriktningar, flyttades stationen till näraliggande "Gnistängen" inne på Nya Varvets område i Göteborgstadsdelen Kungssten, och försökssändningar från " Nya Varfvets trådlösa Telegrafstation" började i december 1910, med anropssignalen GSG. Räckvidden var cirka 120 mil på dagtid och cirka 200 mil nattetid, och bland annat hade man kontakt med kryssaren Fylgia liggande utanför Finistere i Bretagne i Frankrike. Den 18 september 1911 öppnades "Göteborgs gnisttelegrafstation" med anropssignal GSG (Gnist Signalstation Göteborg), för allmän trafik med en gnistsändare på 16 kW för telegrafi på långvåg. 

Den 1 maj 1912 övertog Telegrafverket stationen från Marinen, som då blev Sveriges första kommersiella kustradiostation.
Den "hemmagjorda" anropssignalen GSG ändrades den 1 april 1913 till SAB, då internationella beslut om anropssignaler trädde i kraft. År 1916 ändrades stationens namn till "Göteborg radio".

### Utveckling till 1948

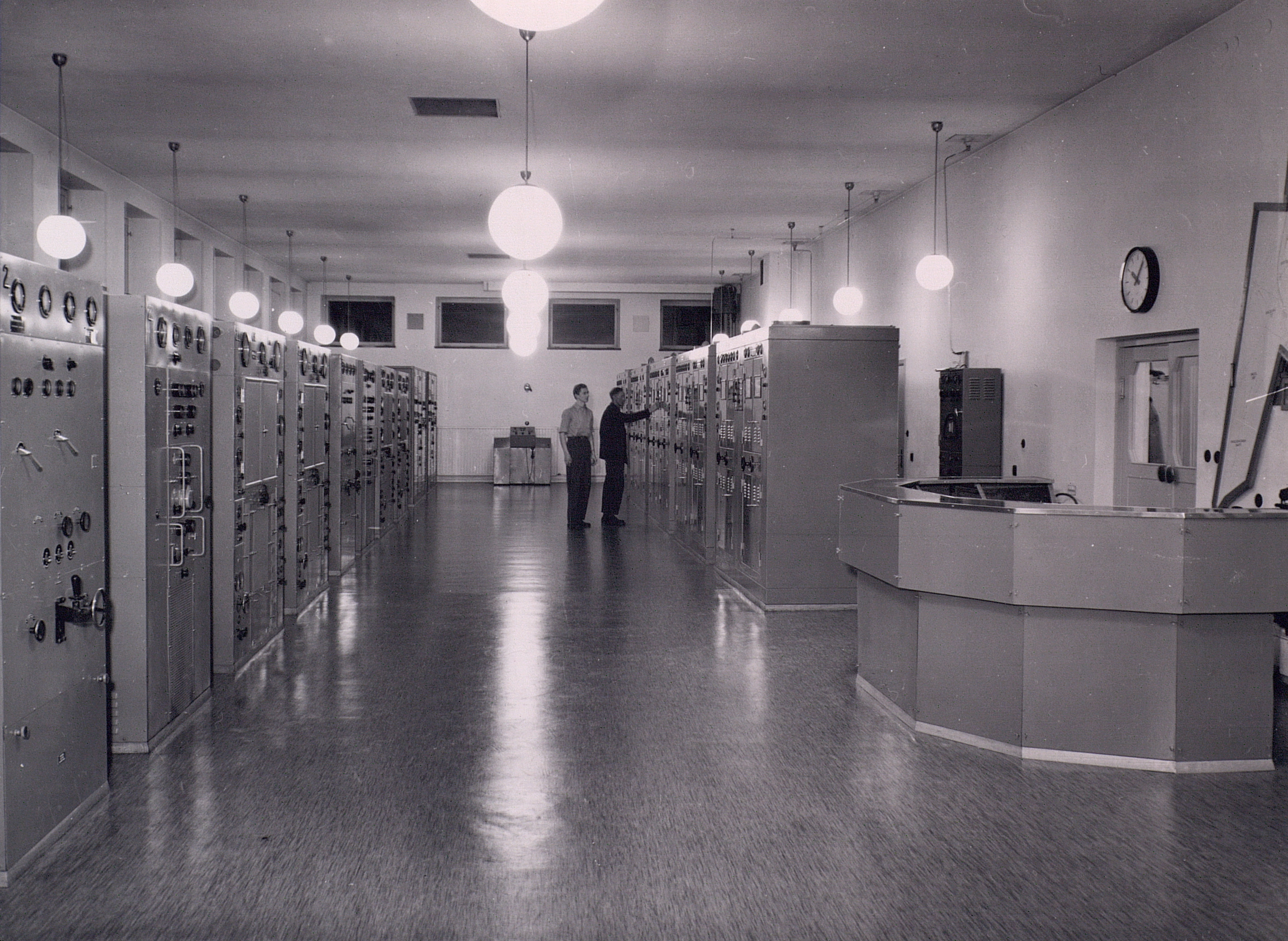
Interiör från sändarstationen i Vallda.

En provisorisk sändare på 40 W för telegrafi på kortvåg installerades 1925. Efter installationer av kortvågsändare med gradvis högre uteffekt installerades i december 1930 en kortvågsändare på 1 kW som med global täckning i princip var i drift 24 timmar om dygnet, med korta driftavbrott, i nära 20 år.

Då trafiken på långvåg och kortvåg påverkade varandra, flyttades kortvågsmottagningen 1930 till befintliga mottagarstationen Kungsbacka radio/SAK:s lokaler i Kungsbacka, med fjärrstyrning av sändarna på "Gnistängen". Göteborg radio hade nu också börjat använda sin slutliga anropssignal SAG.

Utrustning för gränsvågstelefoni med en 200W sändare installerades och 1936 öppnades den officiellt för trafik. För att undvika störningar så placerades telefoni-mottagarstationen i en privat villa i Fiskebäck i sydvästra Göteborg med anropssignal Göteborg radio/SDG. År 1942 installerades en 2 kW sändare för gränsvågstelefoni, och räckvidden för telefonikontakter ökade därigenom till att täcka större delen av Atlanten.

Trafikökningen medförde att nya lokaler behövde byggas, och planering inleddes 1938 för ett nybygge av en mottagarstation på Onsalahalvön väster om Kungsbacka, med nya telegrafisändare placerade vid Vallda cirka 6 km norr om mottagarstationen, men på grund av andra världskriget kom inte byggnation igång förrän efter kriget. 
År 1947 skrevs avtal mellan Telegrafverket och Sjöräddningssällskapet (SSRS) om att kustradiostationerna skulle sköta "larmning och koordinering" vid sjöräddningsfall. Senare fick kustradiostationerna officiellt uppgift som sjöräddningscentraler (Maritime Rescue Coordination Centre, MRCC) och det område där sjöräddningsinsatser leddes från Göteborg radio blev hela västkusten från Strömstad till Falsterbo, samt Vänern och Vättern.

### I Onsala

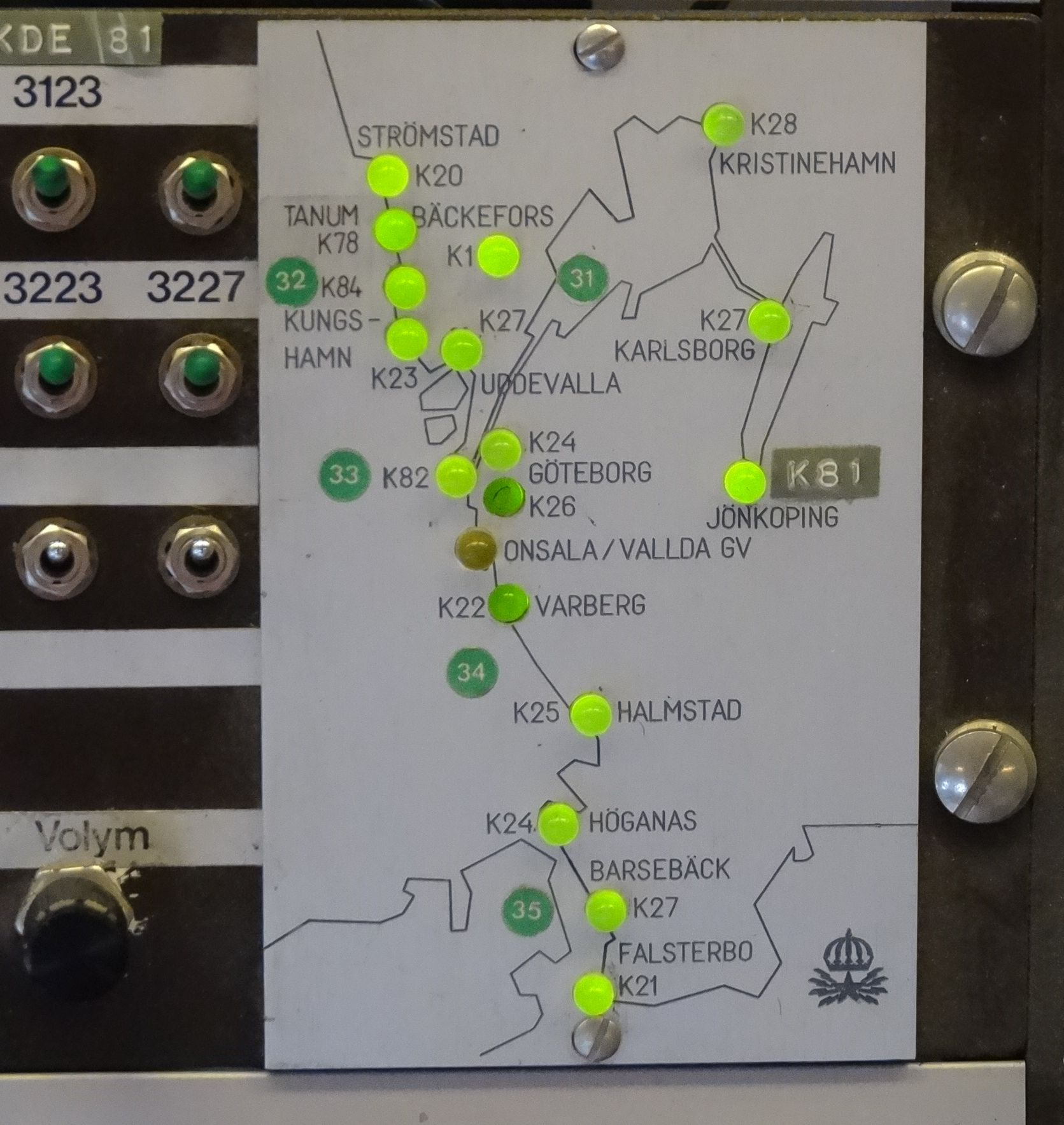
Indikeringspanel för Göteborg radios VHF-kanaler.

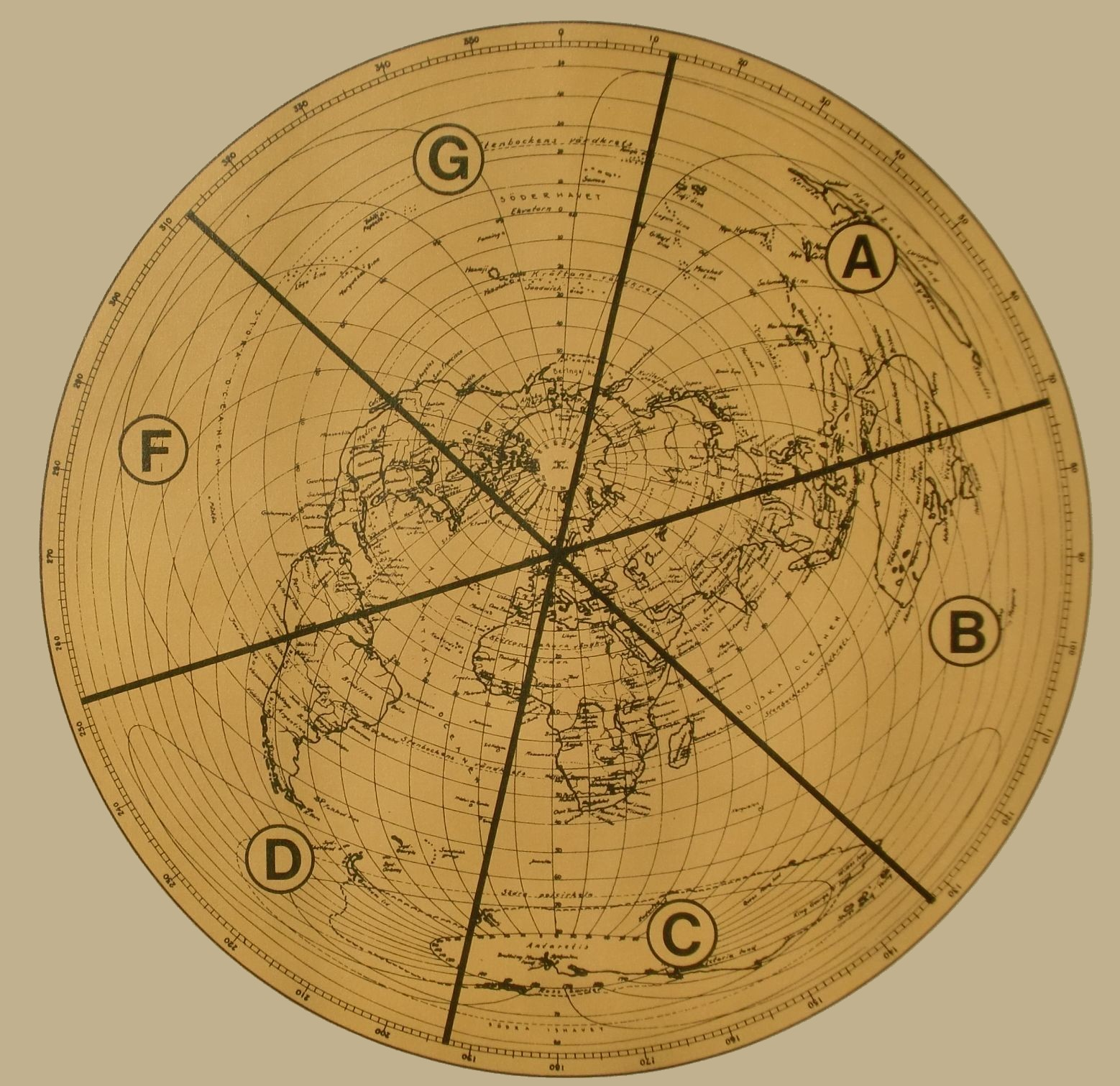
Storcirkelkarta centrerad på Göteborg radio/SAG. Sektorerna anger områden som täcktes av stationens olika riktantenner.

Den 5 augusti 1948 togs nya lokalerna i Onsala i bruk, och samma dag stängdes verksamheterna på Gnistängen och Kungsbacka ner. Anläggningen på Gnistängen eldas senare upp av Göteborgs brandkår. Det första radiotelefonisamtalet på kortvåg från Australiska farvatten utväxlades mellan svenska fartyget Avanti och Göteborg radio på 12 MHz-bandet år 1948.
 På grund av den ökande trängseln i etern fick stationen på 50-talet dela telefonifrekvenser på kortvåg med andra nordiska stationer, och 1954 infördes skilda anrops- och trafikfrekvenser på kortvågstelegrafi.
För att förbättra kommunikationerna på Vänern och Bohuskusten tillkom Bohuslän radio/SAL med sändare i Ramsvik och mottagare i Dingle 1953, men efter dåligt utnyttjande fjärrstyrdes den från Göteborg radio redan 1957.

I mitten av 50-talet infördes SSB-telefoni. Göteborg radio blev nu populär som telefonistation, bland annat med den norska valfångstflottan i Antarktis som daglig kund.

År 1961 infördes VHF-telefoni, vilken täckte samma kuststräcka som stationen hade sjöräddningsansvar för, Strömstad - Falsterbo samt Vänern och Vättern.

Efter tester med telex på kortvåg startades det helautomatiska telexsystemet Maritex på Göteborg radio 1972.

I mitten av 70-talet kom Göteborg radio med i det världsomspännande AMVER-systemet som är ett frivilligt rapporteringssystem, sponsrat av US Coast Guard, för att med datorstöd snabbt kunna få reda på vilka fartyg i närheten av en hjälpbehövande som kan ge assistans.

### Modernisering

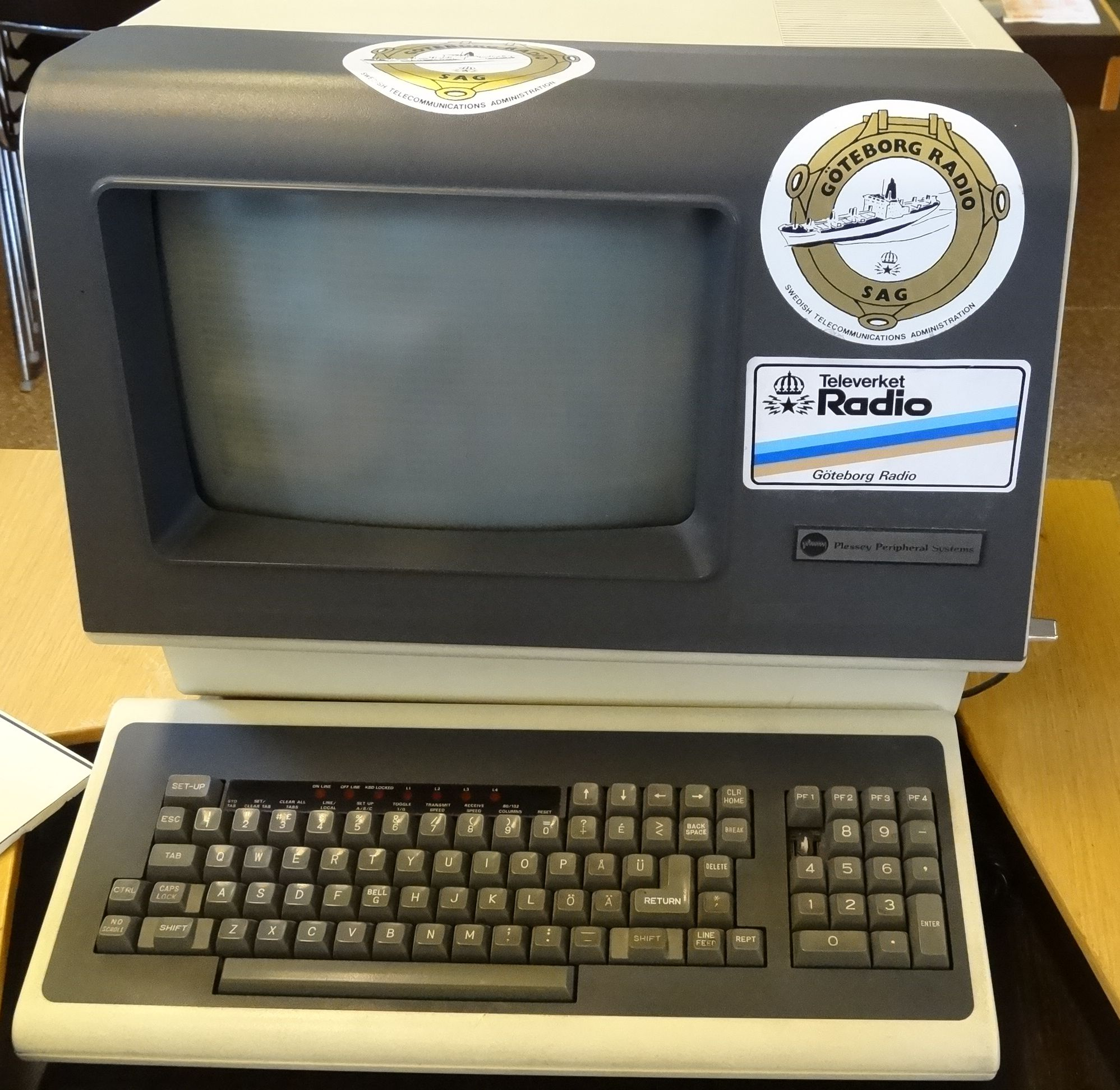
Terminal till InfoSAG, på Radiomuseet i Göteborg.

I mitten av 1970-talet togs även beslut om modernisering av stationen. Lokalerna i Onsala byggdes till, och nya riktbara logperiodiska antenner installerades. Ny antennväxel för radiomottagarna, vilket medgav att 30 mottagare samtidigt kunde anslutas till 12 olika antenner utan inbördes påverkan. Dessutom kunde ytterligare 30 mottagare vara fast uppkopplade till antennparken.
 
Expeditörernas arbetsbord utformades så likartat som möjligt med många valmöjligheter angående sändare, mottagare, antenner samt trafikslag, till exempel telegrafi eller telefoni. Vid tidpunkten för moderniseringen fanns 12 st sändare i Vallda för telegrafi, samt 5 st i Grimeton för telefoni som kunde fjärrmanövreras från expeditionsplatserna med nytt manöversystem. 

Ett för kustradiostationer gemensamt problem, var att ge expeditörerna av radiotrafiken kontinuerlig information om vilka fartyg som hade telegram, telefonisamtal m.m. att hämta i stationens beställningsmagasin. Hos Göteborg radio hade tidigare ett system med signallampor använts. I samband med moderniseringen utvecklades det datoriserade informationssystemet InfoSAG, och 1985 ersattes detta med förbättrade systemet Infocoast.

Totalt kostade moderniseringen cirka 10 miljoner kronor och den var avslutad 1979. Då arbetade 65 personer som trafikpersonal på stationen, de allra flesta med tidigare erfarenhet som telegrafist på fartyg, och dessutom arbetade ytterligare 10 personer med tekniskt underhåll av sändare och antennmaster.

### Kapningen av Achille Lauro
Bland de fartyg som regelbundet använde stationens tjänster med att koppla telefonsamtal via radio, hörde det italienska kryssningsfartyget M/S Achille Lauro. Den 7 oktober 1985 anropade fartyget på Göteborg radios ordinarie trafikfrekvens, men med det dramatiska meddelandet att en grupp beväpnade personer tagit över kontrollen av fartyget, som då befann sig på kryssning utanför Egypten. Därefter följde några dagars förhandlingar mellan kaparna från PLO, USA som hade många medborgare som passagerare, Italien och Egypten. I början av kapningen var trycket starkt på Göteborg radios telefonväxel, då nyhetsmedia från hela välden samtidigt efterfrågade mera information.

Händelsen, som brukar relateras till som Kapningen av Achille Lauro, blev också ett slagträ i den fackliga debatten om telegrafistens framtida roll ombord. Detta visade, menade företrädare för SFBF (Sveriges Fartygsbefälsförening), att en nödställd inte nödvändigtvis anropar den närmaste radiostationen, utan den som den nödställde ser som det säkraste alternativet

### Satsningar under 1980-talet
Under 1980 och början av 1990-talen gjordes omfattande tekniska satsningar på Göteborg Radio. Ett egenutvecklat expeditionsplatssystem, STAMPE, introducerades för kortvågstelegrafi och kortvågstelefoni. Detta system var integrerat med informationssystemet InfoCoast. Detta medgav sändning och mottagning av radiotelegram direkt från en datorterminal. Under andra halvan an 1980-talet byggdes ett likaså egenutvecklat system för VHF och MF-telefoni, VHX. Detta arbetade med datorstyrning i expeditionsborden och med koordinatväljare för val av radioresurser till operatören.
Både STAMPE och VHX hade varit kostnadskrävande i utveckling, tillverkning samt underhåll, varför kustradions centrala ledning i början av 1990-talet i samband med utredningar av rationaliseringsmöjligheter samt flyttningen av Stockholm Radio/SDJ  beslutade att avveckla alla egenutvecklade system och i stället använda lösningar från tredjepartsleverantörer.
Det norsktillverkade radioväxelsystemet GAREX 210 valdes för detta ändamål. Efter det att systemet installerats och driftsatts i slutet av 1993 togs beslutet att den svenska kustradion skulle rationaliseras ytterligare.

### Rationalisering av kustradion
Vikande trafikvolymer och höga tekniska och personella driftkostnader för de manuella tjänsterna på Göteborg Radio vilka kommit i dagen efter att ledningen krävt särredovisning av intäkter och kostnader gentemot det lönsamma MARITEX gjorde att möjligheten att använda nya den nya och mycket flexibla nätkonfigurationen till en ytterligare rationalisering och centralisering av den svenska kustradion kom att utnyttjas. 
Alla manuella tjänster (långvågstelegrafi, MF-telefoni, kortvågstelefoni samt VHF-telefoni) skulle efter 1/1 1995 hanteras från Stockholm Radio. Under en övergångsperiod skulle dock kortvågstelefoni knuten till MARITEX, "Seaphone", hanteras av Göteborg Radio-personal från MARITEX driftcentral. 
Detta sammanföll med organisationsförändringar inom sjöräddningen samt med Sjöfartsverkets etablering av sin egen sjöräddningscentral på Käringberget.

### Stationens avveckling
På grund av utvecklingen med satellitkommunikation och införande av nya sjösäkerhetssystemet GMDSS minskade kortvågstelegrafin undan för undan, och den 1 juli 1992 sände Göteborg radio det sista morsetecknet på kortvåg. Stationen stängdes även för långvågstelegrafi den 31 december 1994 och samtidigt övertog Stockholm radio passning och trafik på kortvågstelefonin. Göteborg radio stängde därmed ner all telefoni/telegrafi-expediering. Maritex-systemet upphörde slutligen också, den 31 december 2000. Flera av sjöräddningsledarna på stationen flyttade över till den nya sjöräddningscentralen på Käringberget i Göteborg, som från 1 april 1995 övertog sjöräddningsansvaret för västkusten, och 1 januari 1999 blev MRCC för hela Sverige.